# CA-94 (Flugabwehrrakete)
Die CA-94 ist eine rumänische Kurzstrecken-Boden-Luft-Lenkwaffensystem, ein sogenanntes MANPADS, die zur Bekämpfung von Hubschraubern und Kampfflugzeugen in niedriger Flughöhe bestimmt ist. Die ursprüngliche Version ist eine Lizenzfertigung der sowjetischen 9K32 Strela-2.

## Technik
Das MANPADS besteht aus der Rakete (A-94 oder A-94M), einem Startrohr inklusive Visier und einem Griffstück mit integrierter Elektronik und einer thermoelektrischen Batterie. Außerdem kann ein IFF-Empfänger an der Vorderseite des Helms montiert werden.
Wie bei der sowjetischen Strela-2 und einigen vergleichbaren westlichen Waffen brennt beim Start der Raketen-Booster im Startrohr komplett ab, beschleunigt den Flugkörper auf 30 m/s und versetzt ihn in Rotation, um eine stabilere Flugbahn zu gewährleisten. Akustische Signale im Kopfhörer des Schützen dienen dem Erfassen eines Zieles.
Nach dem Verlassen des Rohres klappen die vorderen und hinteren Leitflächen aus und der Raketenmotor zündet, der den Lenkflugkörper auf maximal Mach 1,5 beschleunigt. Der Infrarot-Suchkopf reagiert auf Infrarotstrahlung der Wellenlänge 2,8 µm. Der Sprengkopf zündet beim Aufschlag auf das Ziel. Er kann ein Luftfahrzeug nicht komplett zerstören, sondern nur Tanks, Steuerelemente oder den Antrieb so beschädigen, dass dieses flugunfähig wird.
Die modernisierte Raketenversion A-94M aus dem Jahr 1995 unterscheidet sich grundlegend vom sowjetischen Vorbild, obwohl die Abmessungen und die Bedienung weitestgehend unverändert blieben. Substantiell verbessert wurden neben dem Sprengkopf die Nachtkampffähigkeit und die Freund-Feind-Erkennung, zudem erfolgte eine Anpassung an NATO-Standards.

## Einsatz
Seit 1987 wird die CA-94 und die deutlich modernisierte Version CA-94M bei den rumänischen Streitkräften eingesetzt. Im Jahr 2007 hatte Rumänien laut einem Bericht der Vereinten Nationen 229 CA-94-MANPADS in ihren Beständen. Die zugekauften Gepard-Flugabwehrpanzer aus Bundeswehr-Beständen wurden versuchsweise mit insgesamt vier CA-94-Startern (jeweils zwei pro Seite) ausgestattet.